# Трент Такер
Келвін Трент Такер (англ. Kelvin Trent Tucker; нар. 20 грудня 1959, Тарборо, Північна Кароліна, США) — американський професіональний баскетболіст, що грав на позиції атакувального захисника за декілька команд НБА. Чемпіон НБА.

## Ігрова кар'єра
На університетському рівні грав за команду Міннесота (1978—1982).
1982 року був обраний у першому раунді драфту НБА під загальним 6-м номером командою «Нью-Йорк Нікс». Захищав кольори команди з Нью-Йорка протягом наступних 9 сезонів. 1986 року брав участь у першому конкурсі триочкових кидків на зірковому вікенді.
З 1991 по 1992 рік також грав у складі «Сан-Антоніо Сперс».
Останньою ж командою в кар'єрі гравця стала «Чикаго Буллз», до складу якої він приєднався 1992 року і за яку відіграв один сезон. У складі команди з Чикаго став чемпіоном НБА.

## Правило Трента Такера
15 січня 1990 року у матчі проти «Чикаго», коли залишалось 0,1 секунди до завершення матчу, зробив вирішальний кидок перед сиреною, забивши триочковий. Кидок був зарахований, а «Нікс» виграли матч. Після матчу цей епізод викликав численні нарікання збоку головного тренера «Чикаго» Філа Джексона. Це змусило НБА прийняти правило, яке зазначає, що для того, щоб кидок був зарахований потрібно мінімум 0,3 секунди, а якщо залишається 0,1 то очки можуть бути зараховані лише у випадку підправлення м'яча після кидка або руху одним дотиком.

## Кар'єра після НБА
Після завершення спортивної кар'єри працював коментатором матчів «Міннесота Тімбервулвз». Наразі працює на радіостанції KFAN.
Активно займався благодійною діяльністю, заснувавши організацію Trent Tucker Non-Profit Organization.